# جان مارستون (شاعر)
جان مارستون (انگلیسی: John Marston; ۷ اکتبر ۱۵۷۶ – ۲۵ ژوئن ۱۶۳۴) نمایش‌نامه‌نویس، شاعر، و نویسنده اهل بریتانیا بود.
به سال ۱۵۷۶ در کاونتری به دنیا آمد. پدرش وکیل دعاوی و مادرش ایتالیایی الاصل بود. وی در ۲۵ ژوئن ۱۶۳۴ در لندن چشم از جهان فروبست. برخی از آثار وی عبارتنداز:
- آنتونیو و میلدا
- انتقام آنتونیو
- سرگرمی جک طبال
- آنچه تو انجام خواهی داد
- فاحشهٔ هلندی
- بره آهو
- کنتس سیرنشدنی